# Zita (odrůda jablek)
Zita  (Malus domestica 'Zita ') je ovocný strom, kultivar druhu jabloň domácí z čeledi  růžovitých. Plody jsou řazeny mezi odrůdy letních jablek, dozrává v červenci až srpnu.

## Historie

### Původ
Byla vypěstována v ČR, zaregistrována v roce 2004. Vznikla zkřížením odrůd  'Mio'  a  'Jerseymac' .

## Vlastnosti

### Růst
Růst bujný až střední. Vytvářejí vzpřímeně rostoucí letorosty s ostrými úhly větvení, koruny se později rozkládají. Větve obrůstají krátkým plodonosným obrostem. Řez snáší dobře. Koruna se během vegetace zahušťuje letorosty, které je nutné během léta odstranit.

### Plodnost
Plodí brzy, pravidelně, je-li včas prováděna probírka plodů, a mnoho. Není-li provedena probírka plodí nepravidelně, plody jsou drobné. 

## Plod
Plod kulatý, středně velký. Slupka středně silná, žlutá, krycí barva červená, rozmytá. Dužnina je bílá, nasládlá.  

## Choroby a škůdci
Odrůda není obvykle napadána strupovitostí jabloní. Odrůda je středně napadána padlím.